# Rick Nowels
 (mai 2021).
Si vous disposez d'ouvrages ou d'articles de référence ou si vous connaissez des sites web de qualité traitant du thème abordé ici, merci de compléter l'article en donnant les références utiles à sa vérifiabilité et en les liant à la section « Notes et références ».
Rick Nowels, né le 16 mars 1960, est un auteur, compositeur et producteur américain de musique. Il a notamment travaillé avec Belinda Carlisle, Dido, Lana Del Rey, Madonna, Nelly Furtado, Sonique, Jewel, Ronan Keating, Robert Miles, Tupac Shakur, k.d. lang, Joss Stone, All Saints, Craig David, Santana, John Legend et Leigh Nash.